# Veine métacarpienne dorsale
Les veines métacarpiennes dorsales (ou veines interosseuses superficielles de la main) sont les quatre veines unissant les deux arcades du réseau veineux dorsal de la main qui se situent en regard des espaces inter-métacarpiens.

## Aspect clinique
Les veines métacarpiennes dorsales peuvent être utilisées pour poser une canule car elles sont facilement accessibles. De plus, elles ne reposent pas sur un point de flexion, ce qui est moins inconfortable pour le patient.